# Miss Tierra 2017
Miss Tierra 2017 fue la 17.ª edición de certamen de belleza Miss Tierra, se realizó en la Mall of Asia Arena, Pásay, Filipinas el sábado 4 de noviembre de 2017. Candidatas de 85 países y territorios autónomos compitieron por el título. Al final del evento, Katherine Espín, Miss Tierra 2016 de Ecuador coronó a Karen Ibasco de Filipinas.

## Resultados
| Resultados finales        | Candidata |
| ------------------------- | --- |
| Miss Tierra 2017          | - Filipinas – Karen Ibasco |
| Miss Tierra - Aire        | - Colombia – Juliana Franco |
| Miss Tierra - Agua        | - Australia – Nina Robertson |
| Miss Tierra - Fuego       | - Rusia – Lada Akimova |
| Semifinalistas (Top 8)    | - Países Bajos – Faith Landman - República Checa – Iva Uchytilóva - Tailandia – Paweensuda Drouin - Venezuela – Ninoska Vásquez |
| Cuartofinalistas (Top 16) | - Angola – Ermelinda De Matos - Bosnia y Herzegovina – Lela Karagić - Camerún – Angèle Kossinda - Estados Unidos – Andreia Gibau - Guatemala – María José Castañeda - Suiza – Sarah Laura Peyrel - Tonga – Diamond Langi - Vietnam – Lê Thị Hà Thu |

### Orden de clasificación
| Top 16               | Top 8           | Top 4     |
| -------------------- | --------------- | --------- |
| Tailandia            | Australia       | Colombia  |
| Estados Unidos       | Filipinas       | Australia |
| Rusia                | Tailandia       | Filipinas |
| Tonga                | Venezuela       | Rusia     |
| Colombia             | Colombia        |           |
| Angola               | República Checa |           |
| Guatemala            | Países Bajos    |           |
| Vietnam              | Rusia           |           |
| Suiza                |                 |           |
| Bosnia y Herzegovina |                 |           |
| Australia            |                 |           |
| Filipinas            |                 |           |
| Venezuela            |                 |           |
| Países Bajos         |                 |           |
| Camerún              |                 |           |
| República Checa      |                 |           |

## Eventos y Retos

### Competencia en trajes de baño
| Resultado         | Candidata                        |
| Grupo 1           | Grupo 1                          |
| ----------------- | -------------------------------- |
| Medalla de oro    | - Australia - Nina Robertson     |
| Medalla de plata  | - Venezuela - Ninoska Vásquez    |
| Medalla de bronce | - Ecuador - Lessie Giler         |
| Grupo 2           |                                  |
| Medalla de oro    | - Filipinas - Karen Ibasco       |
| Medalla de plata  | - Perú - Karen Rojas             |
| Medalla de bronce | - Rusia - Lada Akimova           |
| Grupo 3           |                                  |
| Medalla de oro    | - Puerto Rico - Karla Aponte     |
| Medalla de plata  | - Suiza - Sarah Laura Peyrel     |
| Medalla de bronce | - Estados Unidos - Andreia Gibau |

### Competencia en traje de noche
| Resultado         | Candidata                                                    |
| Grupo 1           | Grupo 1                                                      |
| ----------------- | ------------------------------------------------------------ |
| Medalla de oro    | - Venezuela - Ninoska Vásquez                                |
| Medalla de plata  | - Tailandia - Paweensuda Drouin                              |
| Medalla de bronce | - Panamá - Érika Parker - Países Bajos - Faith Landman       |
| Grupo 2           |                                                              |
| Medalla de oro    | - Perú - Karen Rojas                                         |
| Medalla de plata  | - Costa Rica - Fernanda Rodríguez - Filipinas - Karen Ibasco |
| Medalla de bronce | - Nigeria - Eucharia Akani                                   |
| Grupo 3           |                                                              |
| Medalla de oro    | - Puerto Rico - Karla Aponte                                 |
| Medalla de plata  | - México - Karen Bustos                                      |
| Medalla de bronce | - Vietnam - Lê Thị Hà Thu                                    |

### Concurso de talento
| Resultado         | Candidata                          |
| Grupo 1           | Grupo 1                            |
| ----------------- | ---------------------------------- |
| Medalla de oro    | - Crimea - Elena Trifonova         |
| Medalla de plata  | - Guatemala - María José Castañeda |
| Medalla de bronce | - Gales - Sophie Bettridge         |
| Grupo 2           |                                    |
| Medalla de oro    | - Rusia - Lada Akimova             |
| Medalla de plata  | - Líbano - Elsa Antoun             |
| Medalla de bronce | - República de China - Amelie Zhao |
| Grupo 3           |                                    |
| Medalla de oro    | - Chipre - Artemis Charalambous    |
| Medalla de plata  | - Islas Cook - Mona Taio           |
| Medalla de bronce | - Vietnam - Lê Thị Hà Thu          |

### Concurso Resort Wear
| Resultado         | Candidata                                                     |
| Grupo 1           | Grupo 1                                                       |
| ----------------- | ------------------------------------------------------------- |
| Medalla de oro    | - Venezuela - Ninoska Vásquez                                 |
| Medalla de plata  | - Países Bajos - Faith Landman - Polonia - Dominika Szymańska |
| Medalla de bronce | - Gales - Sophie Bettridge - Honduras - Valeria Cardona       |
| Grupo 2           |                                                               |
| Medalla de oro    | - Rusia - Lada Akimova                                        |
| Medalla de plata  | - Filipinas - Karen Ibasco                                    |
| Medalla de bronce | - Perú - Karen Rojas                                          |
| Grupo 3           |                                                               |
| Medalla de oro    | - Vietnam - Lê Thị Hà Thu                                     |
| Medalla de plata  | - Estados Unidos - Andreia Gibau                              |
| Medalla de bronce | - Ucrania - Diana Mironenko                                   |

### Miss Earth-Hannah's
El 14 de octubre se celebró un pequeño desfile especial en el Hannah's Beach Resort and Convention Center. Diez candidatas seleccionadas compitieron en la competencia de trajes de baño, la competencia de trajes largos y la porción de preguntas y respuestas. Aquí están los resultados:
| Resultado                | Delegada |
| ------------------------ | --- |
| Miss Earth-Hannah's 2017 | - Tailandia – Paweensuda Drouin |
| 1era finalista           | - Venezuela – Ninoska Vásquez |
| 2da finalista            | - Ecuador – Lessie Giler Sanchez |
|                          | |
| Mejor en traje de baño   | - Venezuela – Ninoska Vásquez |
| Mejor en traje de noche  | - Tailandia – Paweensuda Drouin |
| Otras Delegadas          | - Australia – Bianca Kronsteiner - Corea – Hannah Lee - Guatemala – María José Castañeda - Israel – Elian Qupty - República Checa – Iva Uchytilová - Suecia – Camilla Fogestedt - Uganda – Josephine Mutesi |

### Premiaciones especiales
La Organización Miss Tierra otorgó especiales durante las actividades del Miss Tierra 2017.
| Premio                     | Ganadroa                                                      |
| -------------------------- | ------------------------------------------------------------- |
| Miss Simpatía              | Corea - Hannah Lee Japón - Yasuyo Saito Tonga - Diamond Langi |
| Miss Fotogénica            | Vietnam - Hà Thu                                              |
| Mejor Eco-Video de Belleza | Puerto Rico - Karla Aponte                                    |
| Miss Eco-Guerrera          | Vietnam - Hà Thu                                              |
| Favorito de la Prensa      | Filipinas - Karen Ibasco                                      |

## Mejor Traje Típico
| Resultado         | Candidata                              |
| Sudamérica        | Sudamérica                             |
| ----------------- | -------------------------------------- |
| Medalla de oro    | - Bolivia - Giancarla Fernández        |
| Medalla de plata  | - Venezuela - Ninoska Vásquez          |
| Medalla de bronce | - Paraguay - Valeria Ivasiuten         |
| Norteamérica      |                                        |
| Medalla de oro    | - Guatemala - María José Castañeda     |
| Medalla de plata  | - Canadá - Jacquelina Marsh            |
| Medalla de bronce | - República Dominicana - Íngrid Franco |
| Asia Pacífico     |                                        |
| Medalla de oro    | - Filipinas - Karen Ibasco             |
| Medalla de plata  | - Tailandia - Paweensuda Drouin        |
| Medalla de bronce | - Japón - Yasuyo Saito                 |
| África            |                                        |
| Medalla de oro    | - Ghana - Maud Fadi                    |
| Medalla de plata  | - Angola - Ermelinda de Matos          |
| Medalla de bronce | - Camerún - Angèle Kossinda            |
| Europa Oriental   |                                        |
| Medalla de oro    | - Rusia - Lada Akimova                 |
| Medalla de plata  | - Chipre - Artemis Charalambous        |
| Medalla de bronce | - Eslovenia - Sarah Gavranič           |
| Europa Occidental |                                        |
| Medalla de oro    | - Portugal - Glória Silva              |
| Medalla de plata  | - Italia - Fabiana Barra               |
| Medalla de bronce | - Gales - Sophie Bettridge             |

### Premios de patrocinantes
| Premio                 | Delegada                            |
| ---------------------- | ----------------------------------- |
| Miss IPPCA             | - Tailandia - Paweensuda Drouin     |
| Miss JACMI             | - Puerto Rico - Karla Aponte        |
| Miss Laus Group        | - Ecuador - Lessie Giler            |
| Miss Pontefino Hotel   | - Ucrania - Diana Mironenko         |
| Miss Pontefino Estates | - Irlanda del Norte - Maire Lynch   |
| Miss Versailles        | - Países Bajos - Faith Landman      |
| Miss Charmulets        | - Colombia - Juliana Franco         |
| Miss Diamond Palace    | - Mongolia - Tugs-Amgalan Batjargal |

## Áreas de competencia
Fecha de Eventos

### Final
Estas 16 cuartofinalistas fueron evaluadas por un jurado final:
- Las 16 cuartofinalistas desfilaron en una nueva ronda en traje de baño
- Las 16 cuartofinalistas desfilaron en traje de gala donde solo 8 pasaron al discurso.
- Las 8 semifinalistas que continuaron, dieron un leve discurso sobre el medio ambiente, donde salieron de la competencia 4 de ellas.
- Las 4 finalistas se sometieron a una pregunta eliminatoria final, la cual determinó a las titulares de los elementos Fuego, Agua, Aire, y la eventual ganadora, Miss Tierra 2017

## Candidatas
85 candidatas participaron en el certamen:
(En la tabla se utiliza su nombre completo, los sobrenombres van entrecomillados y los apellidos utilizados como nombre artístico, entre paréntesis; fuera de ella se utilizan sus nombres «artísticos» o simplificados)
| País/Territorio                      | Candidata                                    | Edad | Residencia            |
| ------------------------------------ | -------------------------------------------- | ---- | --------------------- |
| Angola                               | Ermelinda de Matos                           | 23   | Luanda                |
| Argentina                            | Fiorela Anael Hengemühler Silke              | 19   | Leandro N. Alem       |
| Australia                            | Nina Josie Robertson                         | 20   | Melbourne             |
| Austria                              | Bianca Kronsteiner (Feliciano)               | 19   | Linz                  |
| Bahamas                              | Brittania Alexa Mitchell                     | 22   | Marsh Harbour         |
| Bélgica                              | Lauralyn Vermeersch                          | 26   | Lede                  |
| Belice                               | Iris Carmen Salguero                         | 21   | San Pedro             |
| Bielorrusia                          | Polli Cannabis                               | 22   | Minsk                 |
| Bolivia                              | Giancarla Fernández Ferrufino                | 18   | Curumechaca           |
| Bosnia y Herzegovina                 | Jelena «Lela» Karagić                        | 23   | Bania Luka            |
| Brasil                               | Yasmin Engelke da Penha                      | 21   | Belém                 |
| Camboya                              | Em Kun Thong                                 | 18   | Sihanoukville         |
| Camerún                              | Angèle Kossinda Bourmassou                   | 24   | Duala                 |
| Canadá                               | Jacqueline Marsh                             | 22   | Thunder Bay           |
| Chile                                | Sofía Manzur                                 | 20   | La Calera             |
| China                                | Zhan Mei                                     | 25   | Yunnan                |
| China Taipéi                         | Xi «Amelie» Zhao                             | 26   | Taipéi                |
| Chipre                               | Artemis Charalambous                         | 21   | Limasol               |
| Colombia                             | María Juliana Franco Ramos                   | 24   | Villavicencio         |
| Corea                                | Lee Hannah                                   | 20   | Geoje                 |
| Costa Rica                           | María Fernanda Rodríguez Ávila               | 19   | Quesada               |
| Crimea                               | Elena Trifonova                              | 18   | Mykolaiv              |
| Croacia                              | Bonita Kristić                               | 25   | Zagreb                |
| Dinamarca                            | Sabrina Jovanović                            | 24   | Copenhague            |
| Ecuador                              | Lessie Mishel Giler Sánchez                  | 18   | Portoviejo            |
| Eslovenia                            | Sara Gavranič                                | 21   | Postoina              |
| España                               | Ainara de Santamaría Villamor                | 21   | Argoños               |
| Estados Unidos                       | Andreia Gibau                                | 22   | Nueva York            |
| Etiopía                              | Mekdalawit Mequanent                         | 19   | Adís Abeba            |
| Filipinas                            | Karen Santos Ibasco                          | 26   | Manila                |
| Francia                              | Rony Joeliah                                 | 18   | France                |
| Gales                                | Sophie Bettridge                             | 22   | Tredegar              |
| Ghana                                | Maud Fadi                                    | 25   | Acra                  |
| Guadalupe                            | Morganne Nestar                              | 20   | Les Abymes            |
| Guatemala                            | María José Castañeda Amaya                   | 18   | Ciudad de Guatemala   |
| Honduras                             | Valeria Alejandra Cardona Urbino             | 19   | Tegucigalpa           |
| Hungría                              | Viktória Viczián                             | 20   | Budapest              |
| India                                | Shaan Sumas Kumar                            | 26   | Bhopal                |
| Indonesia                            | Michelle Victoria Alriani (Takeyama)         | 20   | Bandung               |
| Inglaterra                           | Charlotte Sophie Brooke                      | 25   | Wokingham             |
| Irlanda del Norte                    | Maire Lynch                                  | 19   | Derry                 |
| Islas Cook                           | Mona Taio                                    | 22   | Arorangi              |
| Islas Vírgenes de los Estados Unidos | Kaylee Ann Carlberg                          | 25   | Charlotte Amalie      |
| Israel                               | Elian Qupty                                  | 24   | Nazaret               |
| Italia                               | Fabiana Enrica Barra                         | 20   | Cornedo Vicentino     |
| Japón                                | Yasuyo Saito                                 | 21   | Fukuoka               |
| Kirguistán                           | Begimai Nazarova                             | 20   | Biskek                |
| Líbano                               | Elsa Antoun                                  | 25   | Araya                 |
| Malasia                              | Cherish Ng                                   | 23   | Tokong                |
| Malta                                | Christie Refalo                              | 26   | Luqa                  |
| Mauricio                             | Aishanaya «Yanishta» Gopaul                  | 19   | Beau Bassin-Rose Hill |
| México                               | Ana Karen Bustos González                    | 19   | San Luis Potosí       |
| Moldavia                             | Veronica Buzovoi                             | 21   | Chisináu              |
| Mongolia                             | Tugs-Amgalan Batjargal                       | 26   | Ulán Bator            |
| Birmania                             | Tin Sandar Myo                               | 26   | Municipio de Hlaing   |
| Nepal                                | Rojina Shrestha                              | 24   | Katmandú              |
| Nigeria                              | Eucharia Akani                               | 19   | Lagos                 |
| Nueva Zelanda                        | Abbigail «Abby» Sturgin                      | 20   | Obio-Akpor            |
| Países Bajos                         | Faith Genneviève Zawadi Landman              | 20   | Gouda                 |
| Pakistán                             | Ramina Ashfaque                              | 24   | Karachi               |
| Panamá                               | Érika Enith Parker                           | 23   | Puerto Escondido      |
| Paraguay                             | Valeria Magaly Ivasiuten Zabrodiec           | 22   | Encarnación           |
| Perú                                 | Karen Isabel Rojas Chávez                    | 24   | Moyobamba             |
| Polonia                              | Dominika Szymańska                           | 22   | Varsovia              |
| Portugal                             | Glória Silva                                 | 20   | Póvoa de Varzim       |
| Puerto Rico                          | Karla Victoria Aponte Colón                  | 19   | San Juan              |
| República Checa                      | Ivuš "Iva" Uchytilová                        | 19   | Chrudim               |
| República Dominicana                 | Ingrid Franco                                | 21   | Santo Domingo         |
| Reunión                              | Emma Lauret                                  | 19   | Saint-Leu             |
| Ruanda                               | Honorine Uwase Hirwa                         | 20   | Kigali                |
| Rusia                                | Lada Akimova                                 | 18   | Ekaterimburgo         |
| Samoa                                | Olivia «Yenny» Howman                        | 24   | Apia                  |
| Serbia                               | Marija Nikić                                 | 18   | Zrenjanin             |
| Sierra Leona                         | Ismatu Daramy                                | 26   | Clarksburg            |
| Singapur                             | Elizabeth Camilia Lee                        | 26   | Singapur              |
| Sri Lanka                            | Shyama Dahanayaka                            | 23   | Kurunagala            |
| Suecia                               | Camilla Fogestedt                            | 25   | Kungsbacka            |
| Suiza                                | Sarah Laura Peyrel                           | 21   | Berna                 |
| Tailandia                            | Jennifer Paweensuda «Fahsai» Saetan (Drouin) | 23   | Bangkok               |
| Tonga                                | Diamond Langi                                | 25   | Nukualofa             |
| Ucrania                              | Diana Mironenko                              | 23   | Odesa                 |
| Uganda                               | Nabirye Josephine Mutesi                     | 24   | Iganga                |
| Venezuela                            | Yorbriele Ninoska Vásquez Álvarez            | 25   | Barquisimeto          |
| Vietnam                              | Lê Thị Hà Thu                                | 25   | Ciudad Ho Chi Minh    |
| Zambia                               | Abigail Chama                                | 26   | Lusaka                |

### Designaciones
- María Fernanda Rodríguez (Costa Rica) fue seleccionada por la nueva Organización Miss Earth Costa Rica para representar el territorio costarricense, luego de que se confirmrá el certamen nacional para diciembre de 2017 o enero 2018 para elegir representante de Miss Tierra 2018.
- Sabrina Jovanović (Dinamarca) fue designada por Lisa Lents, quien es directora de la organización Miss Denmark, tras un anuncio hecha por la misma mediante la cuenta oficial del certamen en Facebook; Jovanović se posicionó entre las cinco finalistas en el certamen llevado a cabo este año.
- María José Castañeda (Guatemala) fue designada por la organización tenedora de la franquicia en su país mediante una ceremonia privada.
- Ana Karen Bustos  (México) fue designada por la organización "Miss Earth México"  debido a la cancelación de la final nacional de "Miss Tierra México 2017" a causa del terremoto que azotó  el estado de "Chiapas" , misma donde se realizaría la final nacional, poniendo así en peligro la integridad física de las  concursantes, por lo cual la organización mediante las calificaciones obtenidas en la competencia preliminar eligió a la ganadora.

### Suplencias
- Shania Labeye (Bélgica) fue despojada de su título nacional como Miss Exclusive 2017, y por lo tanto pierde el derecho a representar a su país en el concurso; fue reemplazada en primera instancia por Kimberly Driege, quien fue finalista en el concurso nacional Miss Exclusive 2014; pero finalmente dicha organización designó a Lauralyn Vermeersh como a su representante oficial para este certamen.

- Bruna Vizintin (Brasil) fue despojada del título por incumplimiento del contrato, perdiendo la titularidad, y por ende perdiendo el derecho de representar a su país en el certamen, su lugar fue tomado Yasmin Engelke, quien fue cuarta finalista en el concurso nacional.
- Noemí Sartal (España) fue despojada del título nacional por incumplimiento de sus obligaciones como reina titular, y con ello pierde el derecho de representar a su país en el certamen; su suplente es Ainara de Santamaría, quien fuese finalista en el certamen de dicho país.
- Esther Williams (Sierra Leona) fue desvinculada de sus funciones, por imcumplimiento de sus obligaciones como reina titular, con ello pierde el derecho de participar en el certamen; su suplente inicialmente sería Claudia Josephine Suma, quien fuese finalista en el certamen nacional; pero la organización nacional designó finalmente a Ismatu Daramy como la representante para dicho certamen.

### Abandonos
- Emma Sheedy (Guam) no participa en el certamen pese a ser la reina titular, debido a no tener los requisitos mínimos de edad; por decisión de la organización nacional Sheedy no tendrá reemplazante para el concurso.[3]
- Andina Pura (Kosovo) deserta de participar por segundo año consecutivo en el certamen, esta vez las razones no se dieron a conocer.
- Irini Moutzouris (Sudáfrica) fue expulsada de la concentración por la Organización Miss Earth, al no cumplir con la estatura mínima necesaria para concursar.[4]
- Pese a haber estado confirmados en algún momento para participar en el certamen Victoria Selivanov (Alemania), Tania Nunes (Aruba), Christina Chalk (Escocia), Anja Chemnitz (Groenlandia), Anaika Gaspard (Haití), Dayna Layne (Islas Vírgenes Británicas), y Lilian Loth (Tanzania) no participan en el certamen.

## Datos acerca de las delegadas
Algunas de las delegadas han participado, o participarán, en otros certámenes internacionales de importancia:
- Fernanda Rodríguez (Costa Rica) ganó Miss Teen Mesoamérica Internacional 2013 y fue segunda finalista en Miss Teen Universo 2015.
- Ana Karen Bustos (México) Participó en Miss Charm Internacional 2023.Siendo,parte del Top 20.
- Mekdalawit Mequanent (Etiopía) resultó la cuarta finalista en  Supermodelo Internacional 2017.
- Diamond Langi (Tonga) ganó Face of Beauty International 2013.
- Valeria Cardona (Honduras) fue cuarta finalista en Reina Mundial del Banano 2017.
- Ninoska Vásquez (Venezuela) ganó Miss Tourism Universe 2014.
- Melissa Strugen (Francia) no logró clasificar en Miss Global 2015.
- Tugs-Amgalan Batjargal (Mongolia) participó sin éxito en Miss Globe 2015.
- Lê Thị Hà Thu (Vietnam) fue semifinalista  en Miss Intercontinental 2015.
- Polli Cannabis (Bielorrusia) concursó sin figurar en Miss Turismo Internacional 2016 y Miss Asia Pacifico Internacional 2016, así como en Miss All Nations 2016, representando a Lituania.
- Fiorela Hengemühler (Argentina) compitió sin éxito en Face of Beauty International 2016.
- Begimai Nazarova (Kirguistán) compitió sin éxito en Miss Princess of the Globe 2016.
- Iris Salguero (Belice) compitió sin éxito en Miss Mundo 2016 y Miss Universo 2020
- Veronica Buzovoi (Moldavia) ganó el certamen Miss Turismo 2016.
- Valeria Ivasiuten (Paraguay) fue semifinalista en Miss Tourism Queen of the Year International 2016.
- Ramina Ashfaque (Pakistán) compitió sin éxito en Miss Supertalent of the World 2017.

Algunas de las delegadas nacieron o viven en otro país al que representarán, o bien, tienen un origen étnico distinto:
- Fiorela Hengemühler (Argentina) tiene ascendencia alemana.
- Nina Robertson (Australia) tiene ascendencia filipina y posee ambas nacionalidades.
- Bianca Kronsteiner (Austria) tiene ascendencia brasileña.
- Polli Cannabis (Bielorrusia) tiene ascendencia lituana, posee ambas nacionalidades y radica en Rusia.
- Giancarla Fernández (Bolivia) tiene ascendencia italiana.
- Jacqueline Marsh (Canadá) tiene ascendencia filipina por el lado materno.
- Sofía Manzur (Chile) tiene ascendencia palestina y radica en Estados Unidos.
- Lee Hanna (Corea) radica en Filipinas.
- Bonita Kristić (Croacia) posee nacionalidad bosnia y croata.
- Sabrina Jovanović (Dinamarca) tiene ascendencia serbia.
- Andreia Gibau (Estados Unidos) nació en Cabo Verde.
- Karen Ibasco (Filipinas) tiene ascendencia china.
- Mélissa Strugen (Francia) tiene ascendencia alemana por el lado paterno, y de origen guadalupeño por el lado materno.
- Sophie Bettridge (Gales) tiene ascendencia maorí.
- Morganne Nestar (Guadalupe) tiene ascendencia india y vietnamita.
- Michelle Alriani (Indonesia) es de ascendencia japonesa por el lado paterno.
- Mona Taio (Islas Cook) tiene ascendencia alemana, china, escocesa, francesa y polinésica.
- Kaylee Carlberg (Islas Vírgenes de los Estados Unidos) radica en Estados Unidos.
- Elian Qupty (Israel) tiene ascendencia egipcia.
- Abby Sturgin (Nueva Zelanda) tiene ascendencia laosiana, china y escocesa.
- Faith Landman (Países Bajos) tiene ascendencia tanzana e india por parte materno.
- Valeria Ivasiuten (Paraguay) tiene ascendencia neerlandesa.
- Lada Akimova (Rusia) nació y se crio en Kazajistán hasta los 3 años de edad.[5]
- Paweensuda Drouin (Tailandia) reside en Canadá desde los 8 años de edad.
- Diamond Langi (Tonga) nació en Nueva Zelanda y radica en Estados Unidos.[6]
- Diana Mironenko (Ucrania) tiene ascendencia alemana, judía, rumana y rusa.
- Ninoska Vásquez (Venezuela) radica en México.

Otros datos significativos de algunas delegadas:
- La candidata más alta es Eucharia Akani (Nigeria) con 1,85 m (6′ 1″), mientras que las candidatas de más baja estatura son Bianca Kronsteiner (Austria), Maire Lynch, (Irlanda del Norte) y Elizabeth Lee (Singapur), todas con 1,65 m (5′ 5″).
- Las candidatas de mayor edad son Lauralyn Vermeersch (Bélgica), Amelie Zhao (China Taipéi), Karen Ibasco (Filipinas), Shaan Kumar (India), Christie Refalo (Malta), Tugs-Amgalan Batjargal (Mongolia), Tin Sandar Myo (Myanmar), Ismatu Daramy (Sierra Leona), Elizabeth Lee (Singapur) y Abigail Chama (Zambia), todas con 26 años; mientras que las candidatas de menor son Giancarla Fernández (Bolivia), Em Kun Thong (Camboya), Elena Trifonova (Crimea), Lessie Giler (Ecuador), María José Castañeda (Guatemala), Lada Akimova (Rusia) y Marija Nikić (Serbia), todas con 18 años.
- Faith Landman (Países Bajos) es modelo y presentadora de televisión.
- Karla Victoria Aponte (Puerto Rico) es futbolista profesional.
- Diamond Langi (Tonga) es modelo, actriz y periodista de espectáculos.

## Sobre los países en Miss Tierra 2017

### Naciones debutantes
- Angola y Bielorrusia participan por primera vez en el certamen.

### Naciones ausentes
(Esta lista es en relación a la edición anterior)
- Guam no participará en el certamen debido a que su representante nacional no cumple con los requisitos mínimos de edad para el certamen.

- Haití, Irak, Kenia, Macao, Namibia, Palestina, República Eslovaca, Rumania, Sudáfrica, Surinam, Uruguay  y   Zimbabue tampoco participan en esta edición del certamen.

### Naciones que regresan a la competencia
- Camboya que concursó por última vez en 2005.
- Etiopía y Ruanda que concursaron por última vez en 2008.
- Camerún que concursó por última vez en 2010.
- Islas Vírgenes de los Estados Unidos, Puerto Rico, Samoa y Tonga que concursaron por última vez en 2014.
- Costa Rica, Crimea, España, Francia y Honduras que concursaron por última vez en 2015.